# Bateria Klasztor Kapucynów
Bateria Klasztor Kapucynów (malt. Batterija tal-Kunvent tal-Kapuċċini, ang. Capuchin Convent Battery), znana też jako Bateria Kalkara (malt. Batterija tal-Kalkara, ang. Kalkara Battery) była to bateria artyleryjska w Kalkara na Malcie, zbudowana przez maltańskich powstańców podczas blokady Francuzów w latach 1798-1800. Była ona częścią łańcucha baterii, redut i umocnień otaczających francuskie pozycje w Marsamxett i Grand Harbour.
Bateria Klasztor Kapucynów zbudowana została ponad Kalkara Creek. Przylegała ona do zabudowań klasztoru Kapucynów, zbudowanego w latach 1736-1743. Klasztor osłaniał ją przed ostrzałem z pobliskich Cottonera Lines i posterunku Castile. Bateria była średniej wielkości, i blokowała wiejską drogę biegnącą w kierunku zatoczki. Jej uzbrojenie nie jest znane.
Została prawdopodobnie zbudowana przez Alexandra Balla. Budowę rozpoczęto w styczniu 1799 roku, w przeciągu miesiąca bateria była gotowa.
Podobnie jak inne fortyfikacje blokujące Francuzów, bateria została rozebrana, prawdopodobnie po roku 1814. Nie pozostały po niej żadne widoczne ślady; klasztor istnieje do dzisiaj, choć nieco zmodyfikowany.

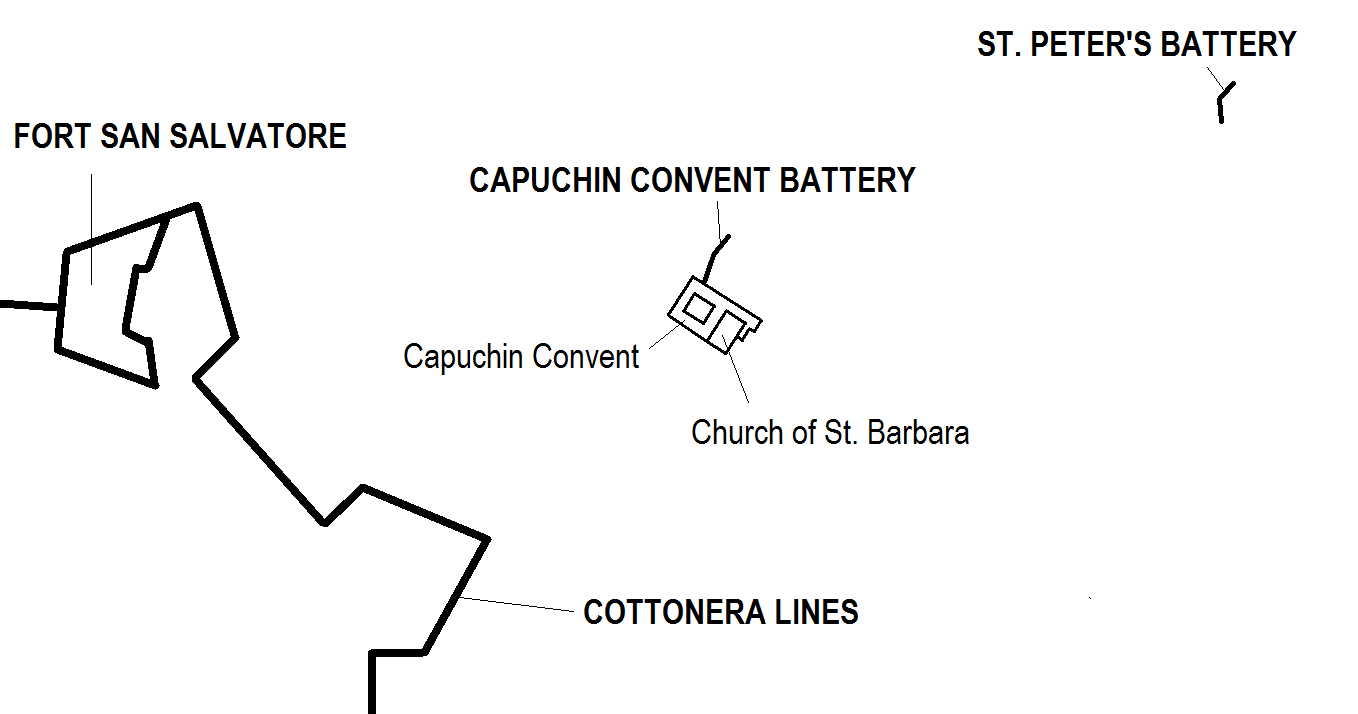
Mapa baterii Klasztor Kapucynów w relacji do baterii św. Piotra, oraz do zajmowanych przez Francuzów fortu San Salvatore i Cottonera Lines.